# Paul Picerni
Paul Vincent Picerni (1 de diciembre de 1922 - 12 de enero de 2011) fue un actor estadounidense.

## Vida
Picerni nació en Nueva York. Fue un scout que se unió a las Fuerzas Aéreas del Ejército de los Estados Unidos durante la Segunda Guerra Mundial.
Formó parte de una misión que atacó y destruyó el puente que se hizo famoso en la película The Bridge on the River Kwai (1957). Después de que los japoneses se rindieron, Picerni se convirtió en oficial de Servicios Especiales en India.
Como joven actor regresado de la guerra, apareció en películas de militares, en Twelve O'Clock High y en Breakthrough. Esto llevó a Warner Bros. a contratar a Picerni y apareció en House of Wax. Después de su partida de Warner, apareció con Audie Murphy en To Hell and Back.
En 1954 apareció como Rube Burrows en la serie Stories of the Century, conducida y narrada por Jim Davis. Ese mismo año apareció en el episodio piloto para la serie Meet McGraw con Frank Lovejoy. Picerni apareció en dos episodios, "Gun Hand", y "Badge to Kill" de la serie 26 Men. En 1957 apareció en Boots and Saddles. En 1959 apareció en un episodio de la serie Northwest Passage. Ese mismo año, apareció como policía y detective en el episodio "The Quemoy Story" de la serie Behind Close Doors.
En The Untouchables, protagonizada por Robert Stack, Picerni se unió al show desde 1960 hasta 1963.
Picerni se casó con Marie Mason, en 1947; tuvieron ocho hijos y diez nietos. Muchos de sus hijos y familia están empleados en Hollywood.
Su autobiografía, Steps to Stardom: My Story, escrita con la ayuda de Tom Weaver, fue publicada en 2007. Picerni murió de un ataque al corazón el 12 de enero de 2011, en Palmdale, California.